# هوارد إي. أرمسترونغ
هوارد إي. أرمسترونغ (بالإنجليزية: Howard E. Armstrong)‏ هو سياسي أمريكي، ولد في 19 أبريل 1903 ببينينغتون في الولايات المتحدة، وتوفي في 7 أكتوبر 1983 في نفس البلد. حزبياً، نشط في الحزب الجمهوري.